# رشيد بوربيعة
رشيد بوربيعة (بالفرنسية: Rachid Bourabia)‏ (ديجون، 22 مارس 1985) هو لاعب كرة قدم فرنسي من أصل مغربي. اعتزل اللعب سنة 2016 وقد كان يمارس الدوري الفرنسي الدرجة الوطنية والدوري الفرنسي الدرجة الثانية وكذالك بالدوري البلجيكي.
هو شقيق كل من مهدي بوربيعة ونور الدين بوربيعة، وهما كذلك يمارسان كرة القدم.

## روابط خارجية
- رشيد بوربيعة على موقع قاعدة بيانات كرة القدم.إي يو (الإنجليزية)
- رشيد بوربيعة على موقع Soccerway.com (الإنجليزية)